# HD 28185
HD 28185 es una estrella enana amarilla similar al Sol ubicada a 128 años luz de la Tierra en la constelación de Eridanus. La designación HD 28185 hace referencia a su entrada en el Catálogo Henry Draper. Se sabe que la estrella posee un planeta extrasolar de período largo.

## Distancia y visibilidad
Según mediciones de la nave espacial Gaia, HD 28185 tiene un paralaje de 25,4868 milisegundos de arco, que corresponde a una distancia de 39,24 pársecs (128,0 años luz). Dado que la estrella se encuentra a más de 25 pársecs de la Tierra, no figura en el Catálogo Gliese de estrellas cercanas. Con una magnitud aparente de 7,81, la estrella casi nunca es visible a simple vista, aunque se puede ver con binoculares.

## Características estelares
HD 28185 es similar al Sol en términos de masa, radio y luminosidad. La estrella está en la secuencia principal y genera energía fusionando hidrógeno en su núcleo. El tipo espectral de G5V implica que HD 28185 es más frío que el Sol. Como la mayoría de las estrellas anfitrionas de planetas extrasolares, HD 28185 es rica en metales en relación con el Sol y contiene alrededor del 173% de la abundancia solar de hierro. La estrella gira más lentamente que el Sol, con un período de alrededor de 30 días, frente a los 25,4 días del Sol.
Según la actividad cromosférica de la estrella, se estima que HD 28185 tiene una edad de alrededor de 2.900 millones de años. Por otro lado, los modelos evolutivos dan una edad de unos 7.500 millones de años y una masa 0,99 veces la del Sol. La mayor luminosidad y el período de rotación más largo favorecen una edad más avanzada de la estrella.

## Sistema planetario
En 2001 se descubrió un planeta extrasolar de tamaño similar a Júpiter, denominado HD 28185 b, en órbita alrededor de la estrella con un período de 1,04 años. A diferencia de muchos planetas extrasolares de período largo, tiene una excentricidad orbital baja. El planeta experimenta una insolación similar a la de la Tierra, lo que ha llevado a especulaciones sobre las posibilidades de que existan lunas habitables. Además, las simulaciones numéricas sugieren que los planetas de baja masa ubicados en los puntos troyanos del gigante gaseoso serían estables durante largos períodos. La existencia del planeta fue confirmada de forma independiente por el Programa de Búsqueda de Planetas Magellan en 2008.
La estrella también muestra evidencia de una tendencia de velocidad radial a largo plazo, lo que puede indicar la presencia de una compañera exterior adicional. En 2022, se confirmó la presencia de una compañera exterior, probablemente una enana marrón, utilizando una combinación de velocidad radial y astrometría.